# Đuro Popijač
Đuro Popijač (Botinac kraj Bjelovara, 23. travnja 1959.) - hrvatski političar, inženjer i menadžer, saborski zastupnik od 2011. do 2015., ministar gospodarstva, rada i poduzetništva od 2009. do 2011.
Po obrazovanju inženjer, završio je Visoku tehničku školu u Mariboru pa diplomirao elektrotehniku na Sveučilištu u Mariboru (1981.) Godine 2006. stekao je zvanje magistra ekonomije na Sveučilištu u Zagrebu. Od 1984. profesionalno je povezan s institucijama koje se bave platnim prometom - prvo sa ZAP-om (do 1993. kao SDK), a od 2002. s tada već osnovanom financijskom agencijom FINA. Bio je pomoćnik ravnatelja podružnice Bjelovar i direktor direkcije informatičke tehnologije. U godinama 1997. – 2001. bio je pomoćnik generalnog direktora ZAP-a, a 2001. bio je glavni direktor ove ustanove. Od 2002. do 2004. bio je predsjednik Uprave FINA-e. 2004. godine imenovan je glavnim direktorom Hrvatske udruge poslodavaca - HUP.
Od studenog 2009. do prosinca 2011. bio je ministar gospodarstva, rada i poduzetništva u Vladi Jadranke Kosor kao nestranačka osoba. Na izborima 2011. godine, na listi Hrvatske demokratske zajednice, izabran je za zastupnika u Hrvatskom saboru u 7. sazivu, koji je obnašao do 2015. godine. 2017. godine imenovan je predsjednikom Uprave Petrokemije. Na toj je dužnosti bio do 2018. godine.